# Résolution 1015 du Conseil de sécurité des Nations unies
Membres permanents
- Chine
- États-Unis
- France
- Royaume-Uni
- Russie

Membres non permanents
- Allemagne
- Argentine
- Botswana
- Honduras
- Indonésie
- Italie
- Nigéria
- Oman
- République tchèque
- Rwanda

Résolution no 1014 Résolution no 1016
La résolution 1015 du Conseil de sécurité des Nations unies, a été adoptée à l'unanimité le 15 septembre 1995. Après avoir réaffirmé toutes les résolutions sur la situation en ex-Yougoslavie, notamment les résolutions 943 (1994), 970 (1995), 988 (1995) et 1003 (1995), le Conseil de sécurité a pris note des mesures prises par la république fédérale de Yougoslavie (Serbie-et-Monténégro) visant à maintenir fermée la frontière avec la Bosnie-Herzégovine et a par conséquent prolongé la suspension partielle des sanctions contre la Serbie-et-Monténégro pour une période supplémentaire de 180 jours, jusqu'au 18 mars 1996.
Il a été noté que la frontière restait fermée, sauf pour l'aide humanitaire et les efforts de la Serbie-Monténégro à cet égard. Il y a été constaté une plus grande coopération entre la Serbie-Monténégro et la Mission de la Conférence internationale sur l'ex-Yougoslavie.
Agissant en vertu du chapitre VII de la Charte des Nations unies, les sanctions internationales imposées à la Serbie-et-Monténégro ont été suspendues jusqu'au 18 mars 1996. Les restrictions et arrangements prévus dans les résolutions 943 et 988 continueraient de s'appliquer. La situation resterait constamment examinée par le Conseil de sécurité.

## Voir également
- Guerre de Bosnie-Herzégovine
- Dislocation de la Yougoslavie
- Guerre de Croatie
- Guerres de Yougoslavie